# Antidesma cuspidatum
Antidesma cuspidatum är en emblikaväxtart som beskrevs av Johannes Müller Argoviensis. Antidesma cuspidatum ingår i släktet Antidesma och familjen emblikaväxter.

## Underarter
Arten delas in i följande underarter:
- A. c. cuspidatum
- A. c. orthocalyx